# Wiktor Morcinek
Wiktor Morcinek (ur. 6 września 1961 w Strzelcach Opolskich) – polski piłkarz grający na pozycji pomocnika, trener.

## Kariera piłkarska
Wiktor Morcinek karierę piłkarską rozpoczął w LZS Dziewkowice, potem przez jakiś czas grał w Budowlanych Strzelce Opolskie. W 1978 roku podpisał profesjonalny kontrakt z Odrą Opole, w której zadebiutował 29 października 1978 roku w wyjazdowym meczu ligowym z Legią Warszawa (5:3) zastępując w 85. minucie meczu Wojciecha Tyca. W tym samym roku zdobył z drużyną tytuł mistrza jesieni. Pierwszą bramkę w ekstraklasie zdobył 30 maja 1979 roku w przegranym 2:3 meczu z Arką Gdynia.
Po spadku w sezonie 1980/1981 z ekstraklasy, grał jeszcze dwa sezony w drużynie Niebiesko-Czerwonych, a 1983 roku za kwoty 4 mln złotych przeszedł do GKS-u Katowice, gdzie odniósł największe sukcesy w swojej piłkarskiej karierze. W sezonie 1985/1986 zdobył z drużyną Puchar Polski, w latach 1987–1988 grał w drużynie Piasta Gliwice, skąd wrócił na Bukową.
W 1990 roku przeniósł się do Norymbergi, gdzie grał w lokalnych klubach: DJK Sportfreunde Langwasser, Griechischer FV Zeus Nürnberg i SV Wacker Nürnberg.

## Życie prywatne
Wiktor Morcinek obecnie mieszka w Fürth, gdzie jest trenerem jednej z lokalnych drużyn. Jego syn Daniel (ur. 1988) jest obecnie piłkarzem 1. SC Feucht, występującego w lidze bawarskiej.

## Sukcesy zawodnicze

### Odra Opole
- Mistrz jesieni: 1979

### GKS Katowice
- Wicemistrz Polski: 1989
- Puchar Polski: 1986